# Ронні Гельстрем
Ронні Гельстрем (швед. Ronnie Hellström, 21 лютого 1949, Мальме — 6 лютого 2022) — шведський футболіст, що грав на позиції воротаря. У 1970-х двічі визнавався найкращим шведським футболістом року.
Насамперед відомий виступами за німецький «Кайзерслаутерн», а також національну збірну Швеції.
Батько Ерланда Гельстрема, шведського футбольного воротаря 2000-х років.

## Клубна кар'єра
У дорослому футболі дебютував 1966 року виступами за команду клубу «Гаммарбю», в якій провів вісім сезонів.
Своєю грою за цю команду привернув увагу представників тренерського штабу німецького «Кайзерслаутерна», до складу якого приєднався 1974 року. Відіграв за кайзерслаутернський клуб наступні десять сезонів своєї ігрової кар'єри. Більшість часу, проведеного у складі «Кайзерслаутерна», був основним голкіпером команди.
Завершив професійну ігрову кар'єру у клубі ГІФ Сундсвалль, за команду якого провів одну офіційну гру 1988 року, повернувшись на футбольне поле після чотирирічної перерви.

## Виступи за збірну
1968 року дебютував в офіційних матчах у складі національної збірної Швеції. Протягом кар'єри у національній команді, яка тривала 13 років, провів у формі головної команди країни 77 матчів.
У складі збірної був учасником чемпіонату світу 1970 року у Мексиці, чемпіонату світу 1974 року у ФРН, а також чемпіонату світу 1978 року в Аргентині.

## Титули і досягнення
- Найкращий шведський футболіст року (1):

1971, 1978